# Carex spicigera
Carex spicigera är en halvgräsart som beskrevs av Christian Gottfried Daniel Nees von Esenbeck. Carex spicigera ingår i släktet starrar, och familjen halvgräs.
Artens utbredningsområde är Sri Lanka. Inga underarter finns listade i Catalogue of Life.